# Onthophagus semilaevis
Onthophagus semilaevis là một loài bọ cánh cứng trong họ Bọ hung (Scarabaeidae).